# Louis-Gustave Doulcet de Pontécoulant
Pour les articles homonymes, voir Doulcet et Pontécoulant (homonymie).
Louis-Gustave Doulcet ou Le Doulcet, comte de Pontécoulant, né à Caen le 17 novembre 1764 et mort à Paris le 3 avril 1853, est un homme politique français. Il est notamment député du Calvados, brièvement président de la Convention nationale, sénateur, pair de France.

## Biographie
Louis-Gustave Doulcet de Pontécoulant entre en 1778 dans la garde du corps du roi où il accède au grade de lieutenant-colonel en 1783.
En septembre 1792, Louis-Gustave Doulcet de Pontécoulant, alors administrateur du Calvados, est élu député du département, le septième sur treize, à la Convention nationale. 
Il siège sur les bancs de la Gironde. Lors du procès de Louis XVI, il vote la détention et le bannissement à la paix, rejetant l'appel au peuple mais votant en faveur du sursis à l'exécution de la peine. En avril 1793, il vote en faveur de la mise en accusation de Jean-Paul Marat. En mai, il ne participe pas au scrutin sur le rétablissement de la Commission des Douze. En octobre, il est décrété d'accusation devant le tribunal révolutionnaire par Jean-Pierre-André Amar, membre du Comité de Sûreté générale, mais il s'enfuit à Zurich en Suisse. 
En ventôse an III (mars 1795), Doulcet de Pontécoulant et les derniers députés girondins mis hors de la loi sont réintégrés à la Convention. En floréal (mai 1795), il est élu membre du Comité de Salut public, le cinquième et dernier par 122 voix, aux côtés de Jean-Baptiste Treilhard, Théodore Vernier, Jacques Defermon et Jacques-Antoine Rabaut-Pommier. En messidor (juillet 1795), il est élu président de la Convention, et ses secrétaires sont Charles Girard-Villars, Albert Sallengros,  et François-Toussaint Villers. 
Élu député au Conseil des Cinq-Cents, il siège à droite, mais n'appartient pas au Club de Clichy. Il est tout de même proscrit après le coup d'État du 18 fructidor an V (4 septembre 1797) pour avoir été suspecté de royalisme. Il le demeure jusqu'à la fin du Directoire. 
Il rentre en effet en France après le coup d'État du 18 brumaire an VIII (9 novembre 1799) établissant le Consulat et devient préfet de la Dyle avec résidence à Bruxelles, puis sénateur en 1805 et comte de l'Empire en 1808. Il organise la Garde nationale en Franche-Comté en 1811 et la défense de la frontière nord-est en 1813.
En 1803 il fait un don pour financer la rénovation d'une cabane-abri au Montenvers, près de Chamonix.
À la Restauration, Louis XVIII le fait pair de France.
Il est inhumé au cimetière du Père-Lachaise (60e division).

## Famille[9]
Il est le fils de Armand Jacques Charles Edmond Le Doulcet, chevalier puis marquis de Pontecoulant, lieutenant général des armées du roi, grand-croix de l'ordre de Saint-Louis, ancien major des gardes du corps du roi, gouverneur de Gravelines (1785), et de Marie Anne Pajot d'Hardivilliers. 
En 1785, sa sœur, Cécile Félicité Céleste Le Doulcet (1766 ou 1767-1827), épouse en la chapelle du château de Villette le futur maréchal de Grouchy. En 1786, sa belle-sœur, Sophie de Grouchy, épouse le marquis de Condorcet.
Il épouse Marie Anne Elisabeth Marais (vers 1765-1844), veuve du libraire Louis Laurent Edme Lejay (?-1790). Ils sont les parents de Louis Adolphe Le Doulcet et de Philippe Gustave Le Doulcet.

## Titres
- Comte Doulcet-Pontécoulant et de l'Empire (lettres patentes du 26 avril 1808, Bayonne) ;
- Pair de France[12] :
  - Pair « à vie » par l'ordonnance du 4 juin 1814 ;
  - 2 juin 1815 (Cent-Jours) ;
  - Révoqué par l'ordonnance du 24 juillet 1815 ;
  - Baron-pair héréditaire (5 mars 1819, lettres patentes du 8 avril 1824) ;

## Distinctions
- Légion d'honneur[13] :
  - Commandant (25 prairial an XII : 14 juin 1804), puis,
  - Grand officier (22 mai 1825), puis,
  - Grand-croix de la Légion d'honneur (27 avril 1840).

## Armoiries
| Figure | Blasonnement |
|        | Armes du comte Doulcet-Pontécoulant et de l'Empire De gueules au croissant d'argent contourné, accosté intérieurement d'une étoile à huit pointes, quartier du Sénat. - Livrées : les couleurs rouge, blanc, bleu et jaune. |
|        | Armes du comte Le Doulcet de Pontécoulant, baron-pair héréditaire D'argent à la croix de sable fleurdelisée du même. OuD'argent, à la croix de sable, fleurdelisée d'or.                                                    |

## Publication
- Souvenirs historiques et parlementaires du comte de Pontécoulant, ancien pair de France, extraits de ses papiers et de sa correspondance. 1764-1848, Michel Lévy frères, Paris , 1861, tome 1, , 1861 ,tome 2, , 1863, tome 3,  ,1865, tome 4